# Podravina
Podravina (slovenska: Podravlje) är ett landskap och namnet på regionen som utgör floddalen till floden Drava i sydöstra Slovenien och norra Kroatien, vid gränsen till Ungern.

## Större orter i Podravina/Podravlje

### Slovenien
- Dravograd
- Maribor
- Ptuj

### Kroatien
- Varaždin
- Koprivnica
- Đurđevac
- Pitomača
- Virovitica
- Slatina
- Osijek